# فریده محمد علی
فریده محمد علی (عربی: فريدة محمد علي؛ زادهٔ ۱۹۶۳ کربلا، عراق) که به نام فریده هم شناخته می‌شود، خوانندهٔ موسیقی مقامی عراقی است. او اغلب به همراه گروه موسیقی مقام عراقی اجرا می‌کند. این گروه کار خود را در سال ۱۹۸۹ در ادامهٔ فعالیت‌های گروهی که منیر بشیر تأسیس کرده بود، تشکیل شد. فریده در دانشگاه بغداد موسیقی مقامی تدریس می‌کرد ولی نهایتاً در سال ۱۹۹۷ عراق را ترک کرد و اکنون در هلند زندگی می‌کند.